# Barranco de Loba

Localização de Barranco de Loba no departamento de Bolívar

Barranco de Loba é um município da Colômbia no departamento de Bolívar.